# Zarszyn
Zarszyn è un comune rurale polacco del distretto di Sanok, nel voivodato della Precarpazia.
Ricopre una superficie di 105,96 km² e nel 2004 contava 9 154 abitanti.

## Villaggi
Zarszyn contiene i villaggi e gli insediamenti:
- Bażanówka
- Chmurówka
- Długie
- Granicznik
- Jaćmierz
- Koszary
- Mroczkówki
- Nowosielce
- Odrzechowa
- Pastwiska
- Pielnia
- Posada Jaćmierska Górna
- Posada Zarszyńska